# John Gordon Sinclair
John Gordon Sinclair (Glasgow, 4 febbraio 1962) è un attore e cantante britannico.
Ha recitato a Londra nei musical The Producers e She Loves Me, per cui ha vinto il Laurence Olivier Award al miglior attore in un musical.

## Filmografia
- Gregory's Girl, regia di Bill Forsyth (1981)
- Britannia Hospital, regia di Lindsay Anderson (1982)
- Local Hero, regia di Bill Forsyth (1983)
- Gregory's Two Girls, regia di Bill Forsyth (1999)
- World War Z, regia di Marc Forster (2013)
- Nico, 1988, regia di Susanna Nicchiarelli (2017)
- Miss Marx, regia di Susanna Nicchiarelli (2020)
- Delitti in Paradiso (Death in Paradise) – serie TV, episodio 13x06 (2024)

### Doppiatore
- Il mondo di Peter Coniglio e dei suoi amici (The World of Peter Rabbit and Friends), regia di Bill Hays - serie animata (1992-1995)
- Rubbadubbers - serie animata (2003-2006)

## Doppiatori italiani
Nelle versioni in italiano dei suoi lavori, John Gordon Sinclair è stato doppiato da:
- Marco Mete in Nico, 1988 e Miss Marx

Da doppiatore è sostituito da:
- Claudio Moneta ne Il mondo di Peter Coniglio e dei suoi amici
- Alberto Caneva, Mino Caprio e Carlo Scipioni in Rubbadubbers